# Клавдиево-Тарасово
Кла́вдиево-Тара́сово (укр. Клавдієво-Тарасове) — посёлок, входит в Бородянский район Киевской области Украины.

## История
Основан в 1903 году под названием Клавдиево. 20 октября 1938 года Клавдиево-Тарасово получило статус посёлка городского типа.
В январе 1989 года численность населения составляла 5565 человек.
На 1 января 2013 года численность населения составляла 5069 человек.

## Промышленность
- ВАТ «Галимпекс — Клавдиевская фабрика ёлочных украшений»

## Транспорт
Через посёлок проходит железная дорога Киев — Коростень, в посёлке находится станция Клавдиево.

## Местный совет
07850, Киевская обл. Бородянский р-н, пгт. Клавдиево-Тарасово, ул. Карла Маркса, 8